# 克利夫·莱温斯顿
克利福德·尤金·莱温斯顿（英語：Clifford Eugene Levingston，1961年1月4日—），美国NBA联盟前职业篮球运动员。他在1982年的NBA选秀中第1轮第9顺位被底特律活塞选中。